# 栗東市立栗東中学校
栗東市立栗東中学校（りっとうしりつ りっとうちゅうがっこう）は、滋賀県栗東市にある公立中学校。略して「りっちゅう」や「りっちゅー」などとも呼ばれる。

## 沿革
- 1947年（昭和22年）4月24日 - 金勝村、葉山村、治田村、大宝村に各村立の中学校を設置。中学校は各小学校に併設された。
- 1948年（昭和23年）
  - 4月1日 - 学校組合立規約制定により、金勝村・葉山村・治田村・大宝村学校組合立栗東中学校（各村に分校舎）として発足する。
  - 4月20日 - 金勝村・葉山村・治田村・大宝村学校組合立栗東中学校設置許可がおりる。同日を創立記念日とする。
- 1949年（昭和24年）
  - 5月21日 - 新校舎（当校）の前館が落成する。
  - 10月12日 - 運動場第1期工事が竣工する。これを記念して記念運動会を開催する。
- 1950年（昭和25年）8月25日 - 各村の栗東中学校分校舎を廃止し、栗東中学校に統合する。
- 1951年（昭和26年）5月21日 - 新校舎（当校）の後館が落成する。
- 1953年（昭和28年）
  - 3月5日 - 校歌を制定する。
  - 5月14日 - 体育館が落成する。
- 1954年（平成29年）10月1日 - 町村合併により栗東町が誕生し、栗東町教育委員会が発足する。同日、栗東町立栗東中学校に改称。
- 1957年（昭和32年）8月10日 - プールが竣工する。
- 1961年（昭和36年） - 新校舎、後館が落成する（技術室、製図室、機械室、音楽室）。
- 1962年（昭和37年） - 子ども銀行、大蔵大臣賞を受賞する。
- 1963年（昭和38年）4月1日 - 障害児学級を新設する。
- 1964年（昭和39年） - 相撲場が完成し、土俵開きを実施する。同年、（男子生徒の）頭髪を丸刈りとすることを決定する。
- 1965年（昭和40年） - 文部省より、生徒指導推進校の指定を受ける（2年間）。
- 1967年（昭和42年） - 生徒指導推進校の研究成果に対し、文部省初等中学校教育局長から感謝状を受ける。
- 1968年（昭和43年） - 全日本学校環境緑化コンクール中学校の部において、国土緑化推進委員会理事長および日本放送協会会長から入選（賞）を受ける。
- 1969年（昭和44年）
  - 7月24日 - 初心の塔の除幕式を開催。
  - 11月15日 - 環境緑化と生徒指導の教育成果が評価され、第14回学研教育賞（後援：都道府県教育長協議会）を受賞する。
- 1970年（昭和45年）5月19日 - 全日本学校環境緑化コンクール中学校の部において、農林大臣・国土緑化推進委員会会長、日本放送協会会長から特選を受賞する。
- 1971年（昭和46年）
  - 5月10日 - 野生鳥保護の功績により、日本野鳥類保護連盟理事長から褒状を受ける。同年、運動場造成工事が完成する。
  - 6月5日 - 校地拡張工事が完成する。
- 1972年（昭和47年）4月7日 - 体育館の改築工事が完成する。
- 1973年（昭和48年）
  - 3月20日 - 普通教室棟の校舎改築工事が完成する。
  - 7月2日 - 学校給食を開始する。
- 1974年（昭和49年）3月26日 - 普通・特別教室棟の校舎改築工事が完成する。
- 1975年（昭和50年）4月1日 - 第26回全国植樹祭を金勝山で開催。当校3年生全員が会場に参列する。
- 1976年（昭和51年）8月 - NHKのど自慢を体育館で開催。春日八郎と小坂明子がゲストとして来校する。
- 1979年（昭和54年）
  - 7月4日 - 東南アジア13ヵ国より視察団が来校する。
  - 11月7日 - ミシガン教育視察団が来校する。
- 1981年（昭和56年）4月1日 - 当校から栗東町立栗東西中学校（現・栗東市立栗東西中学校）が分離し、開校する。
- 1983年（昭和58年）3月30日 - プール改築工事が完成する。
- 1985年（昭和60年）4月1日 - 当校から栗東町立葉山中学校（現・栗東市立葉山中学校）が分離し、開校する。
- 1986年（昭和61年）2月27日 - 柔剣道場が落成する。
- 1988年（昭和63年）10月11日 - 体育館改修工事が完成する。
- 1989年（昭和64年・平成元年） - （男子生徒の）丸刈りを廃止。同年より頭髪を自由化する。
- 1990年（平成2年）
  - 10月3日 - 第1期大規模改造工事が完成する。
  - 11月 - コンピューター室が完成する。
- 1991年（平成3年）
- 9月13日 - 第2期大規模改造工事が完成する。
- 10月9日 - 多目的ホールが完成する。
- 1992年（平成4年） - 第3期大規模改造工事が完成する。
- 1993年（平成5年）8月31日 - 第4期大規模改造工事が完成する。
- 1996年（平成8年）2月29日 - トイレのリフレッシュアップ整備が完成する。
- 1997年（平成9年）6月 - メディアルームが完成する。
- 1998年（平成10年）9月 - 音楽室の改修工事が完成する。
- 2001年（平成13年）10月1日 - 栗東町の市制施行により栗東市立栗東中学校に改称する。
- 2003年（平成15年） - 光ファイバーによるイントラネットを開始する。
- 2006年（平成18年）9月1日 - 職員全員にPHSを配置する。
- 2008年（平成20年）4月1日 - 学校支援地域本部事業がスタートする。
- 2009年（平成21年） - 耐震補強および大規模改造工事を開始する。
- 2011年（平成23年）1月24日 - 耐震補強および大規模改造工事が完成する。
- 2013年（平成25年）
  - 3月 - プール改修工事を実施する。
  - 11月14日 - 冷暖房エアコンの工事に着手する。
- 2014年（平成26年）
  - 3月26日 - 冷暖房エアコンの工事が完了する。
  - 12月8日 - 栗中サポーター事業が「平成26年優れた地域による学校支援活動推進」にかかる文部科学大臣表彰を受賞する。
- 2016年（平成28年）11月16日 - 教育講演会「栗東教育きらりの日」を体育館で開催[1]。同会には川島隆太が講師として参加し、「脳の不思議〜脳を鍛えて夢をかなえよう〜」をテーマに講演会を開いた[1]。川島は2007年度（平成19年度）に栗東市教育顧問に就任している[1]。
- 2019年（令和元年）6月14日 - 国立教育政策研究所教育課程研究指定校事業「将来の生き方を拓く特別活動の在り方〜仲間力を生かした話し合い活動の充実」を開催[2]。
- 2022年（令和4年）10月1日 - グラウンド大規模改修が完了する。
- 2023年（令和5年）4月1日 - コミュニティ・スクールを設置する。

（注記なき出典：）

## 基礎データ

### 象徴
- 校歌 - 作詞：鴨原一穂、作曲：澁谷光明[4]

### スローガン
- 教育目標 - 心豊かで たくましく しなやかに 生きる力をつける[4][5]
- 教育スローガン - 仲間力でつながる[4][5]

## 部活動

### 運動部
- バスケットボール、バレーボール、卓球、テニス、ソフトボール、陸上、サッカー、野球、水泳、柔道[6]

全国大会の出場例

- 水泳部
  - 1983年に開催した全国JOCジュニアオリンピックカップ水泳競技大会に出場し、同年10月29日に女子低学年400メートルリレーで3位に入賞した。

- 卓球部
  - 2024年3月に開催した第25回全国中学選抜卓球大会（会場：高崎アリーナ）に、男子団体戦で出場している。

### 文化部
- 科学、美術、吹奏楽、家庭[6]

全国大会の受賞例

- 科学部
  - 2011年に開催した第55回日本学生科学賞で入選3等を受賞する。受賞したときのテーマは「プランクトンはなぜ池で異なるか - 池に生息するプランクトンはなぜいけによって異なるのかパートⅧ -」であった。なお、同研究は山田拓実ほか11人による共同研究である。

## 学区
- 栗東市立金勝小学校・栗東市立治田小学校・栗東市立治田東小学校の校区全域[10]

## 交通アクセス
鉄道
- JR草津線手原駅下車、徒歩約12分[11]。

バス
- 帝産湖南交通「栗東中学校前」停留所下車、くりちゃんバス「栗東中学校」停留所下車。両停留所から徒歩1分[12]。

## 著名な卒業生
- 武豊（騎手）[13]
- 竹岡和宏（元プロ野球選手）
- 柴田博之（元プロ野球選手）[14]
- 村井真由美（プロゴルフ選手）

## 関連人物
- 森田まさのり（漫画家） - 当校の元通学生[15]。校区分離に伴う学区変更のため、栗東町立栗東西中学校（現・栗東市立栗東西中学校）を卒業している[15]。

## その他
- 広報りっとう2021年9月号では、当校は栗東町が誕生する前に「栗東」が使われた事例の1つであることを公表している[注 1][16]。
- 当校の通学生[注 2]、森田まさのりは自身の漫画作品、『ROOKIES』に登場する二子玉川学園高校の外観モデルが当校であることをTwitter（現X）で明かしている[17]。森田は当初、滋賀県立守山高等学校（現・滋賀県立守山中学校・高等学校）[18]をモデルとするため同校に撮影交渉をしたが、許可が下りなかったことも併せて明かしている[17]。また、当校の沿革には2014年に漫画『ROOKIES』の原画2枚を当校に寄贈したことが記されている[3]。